# Scaptomyza ichneumon
Scaptomyza ichneumon är en tvåvingeart som först beskrevs av Frederick Knab 1914.  Scaptomyza ichneumon ingår i släktet Scaptomyza och familjen daggflugor. Inga underarter finns listade i Catalogue of Life.